# Hieronymus Anton von Ziemiecki

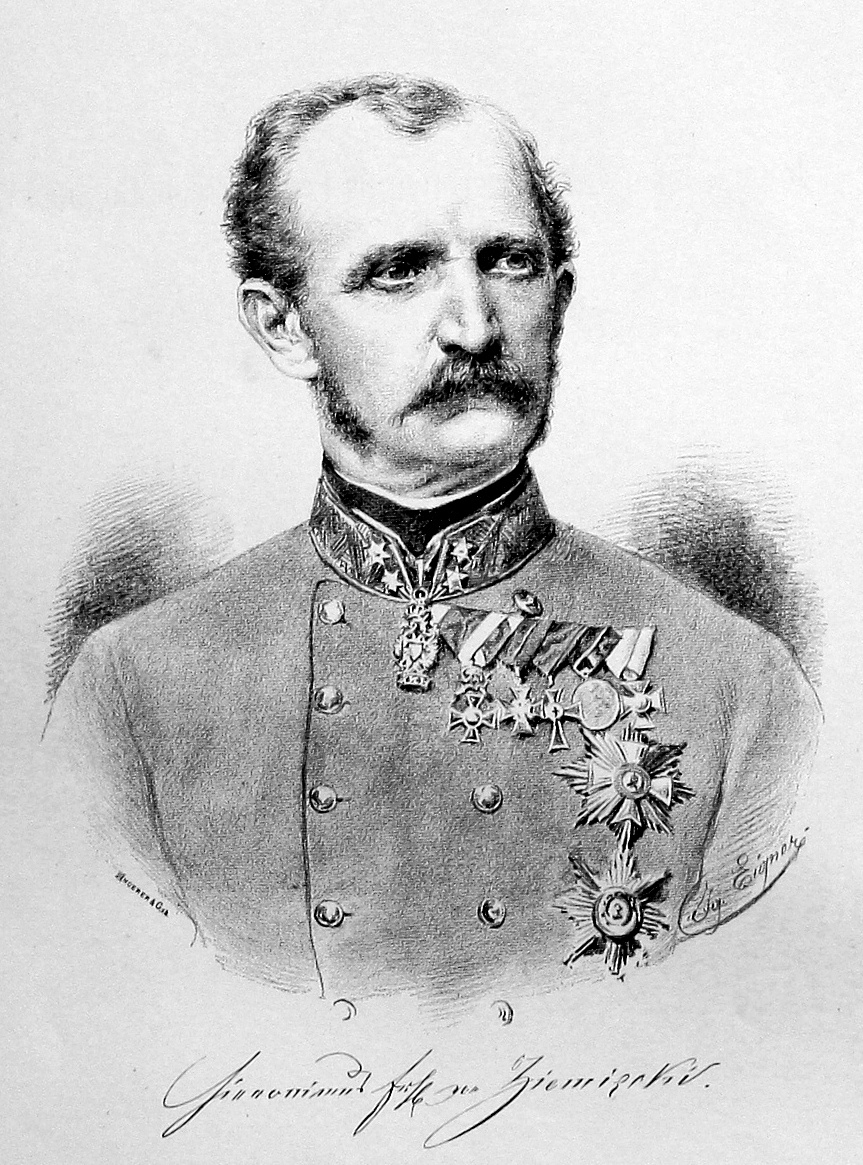
Hieronymus Anton von Ziemiecki

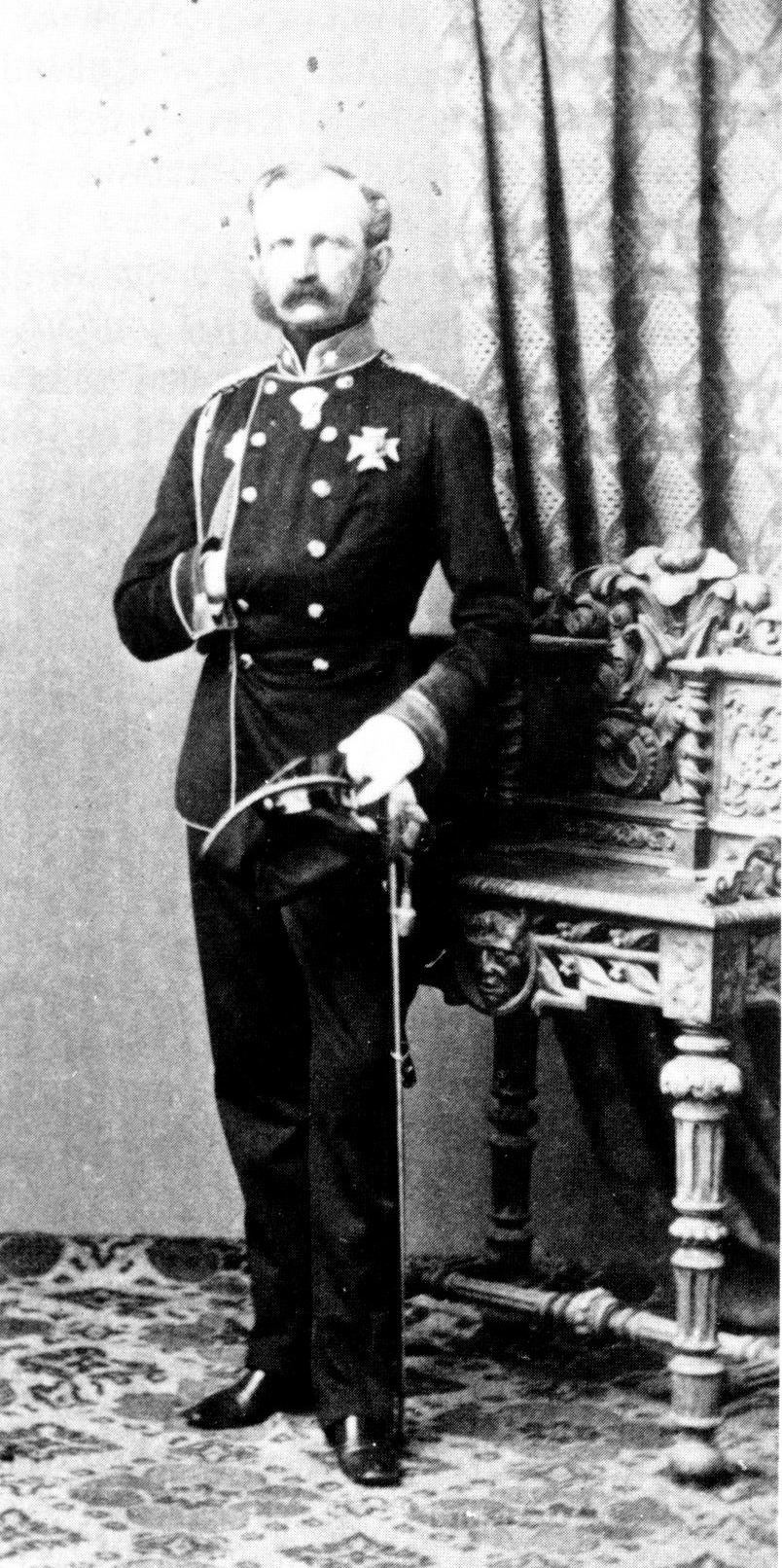
Hieronymus Anton von Ziemiecki (1866)

Hieronymus Anton von Ziemiecki von Ziemiecin (* 7. September 1817 in Kalisch; † 26. Februar 1906 in Krakau) war ein deutscher bzw. österreichischer Offizier.

## Leben
Ziemiecki trat im Jahr 1833 als Portepeejunker in das 1. leichte Reiterregiment der Sächsischen Armee ein. 1834 erfolgte die Ernennung zum Leutnant, 1836 zum Oberleutnant, letzteres aber im 2. leichten Reiterregiment. Von 1846 an war Ziemiecki als Adjutant von Ernst I. von Sachsen-Coburg und Gotha eingesetzt. Im folgenden Jahr erhielt er in dieser Funktion den Rang eines Rittmeisters à la suite. 1848 trat er einen Posten als Adjutant im Königlich Sächsischen Generalkommandostab an, danach war er Adjutant der Reiter-Brigade. Im Mai 1849 beteiligte sich Ziemiecki an der Niederschlagung des Dresdner Maiaufstands.
Am 27. September 1851 trat er in nassauische Dienste und wurde Major und Flügeladjutant. Offenbar spielte der nassauische Staatsminister Emil August von Dungern die entscheidende Rolle bei der Berufung Ziemieckis. Dieser sollte als höfisch erfahrener, streng monarchistisch-konservativer Akteur einen entsprechenden Einfluss auf den jungen Herzog Adolph und dessen Umfeld entfalten.
Am 7. Mai 1855 wurde er zum Oberstleutnant und am 3. März 1862 zum Oberst im Generalstab ernannt. Am 7. Februar 1865 avancierte er zum Generaladjutanten der Herzoglich Nassauische Armee sowie zum Chef der Militärkanzlei und wurde zum Generalmajor ernannt.
Im Deutschen Krieg 1866 war er Militärbevollmächtigter bei der Bundesmilitär-Kommission und Begleiter von Herzog Adolph I. im Hauptquartier des VIII. Bundesarmeekorps. Nach der österreichisch-nassauischen Niederlage und im Zuge der Annexion Nassaus durch Preußen war er für die Abwicklung der Geschäfte verantwortlich. Er vernichtete geheime Dokumente und entband die nassauische Armee im Rahmen einer Zeremonie in Wiesbaden von ihrem Eid auf den Herzog.
Er trat am 16. Februar 1867 als Generalmajor in österreichische Dienste. Am 24. Oktober 1869 wurde er Feldmarschallleutnant. 1874 bis 1878 war er Militärkommissar in Kaschau, seit dem 9. April 1876 österreichischer wirklicher geheimer Rat. Von 1874 bis 1878 diente Ziemiecki als Militärkommandant der Stadt Kaschau in der Slowakei. 1878 ging er als charakterisierter Generalfeldzeugmeister in Pension. Von 1876 bis 1878 fungierte Ziemiecki als Inhaber des k.u.k. Böhmischen Infanterie-Regiments Nr. 36.

## Auszeichnungen
- Militär- und Zivildienst-Orden Adolphs von Nassau, Großkreuz mit Schwertern
- Nassauisches Dienstehrenzeichen für Offiziere nach 25 Dienstjahren
- Herzoglich Nassauisches Feldzeichen 1866